# Internationale Hydrologische Dekade

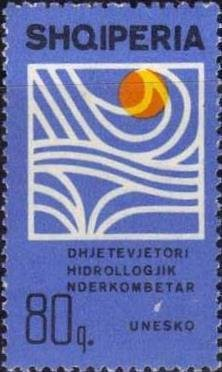
Albanische Briefmarke mit dem Emblem der Internationalen Hydrologischen Dekade

Die Internationale Hydrologische Dekade (IHD) war ein Großprojekt der UNESCO für die Jahre 1965 bis 1974.
Der auf zehn Jahre ausgelegte Verbund von nationalen Forschungsprojekten zielte auf eine Förderung der regionalen und internationalen Zusammenarbeit auf dem Gebiet der Hydrologie und teilweise der Ozeanografie. Denn viele Aspekte der Gewässerkunde machen vor Staatsgrenzen nicht halt.
Die größte Kooperation in Europa war jene der acht Donauländer. Sie mündete in die Publikation des viersprachigen, unter Ägide der UNESCO und der damaligen Tschechoslowakei publizierten Sammelwerks:
- Anton Sikora, Ludovít Ürge, Domokos Miklós, Oskar Behr, H. Schiller et al.: Danube/Dunav: Hydrologie der Donau. Forschungsbericht der Donaukommission. UNESCO & Príroda, 1988, DNB 890439508.